# Emeka Ogboh
Emeka Ogboh, né le 14 mai 1977 à Enugu (Nigéria), est un artiste nigérian.

## Biographie
En 2017, Emeka Ogboha fait partie des artistes sélectionnés pour l'exposition documenta 14 à Cassel.